# Василики Калогера
Василики (Вики) Калогера (на гръцки: Βασιλική, Βίκυ Καλογερά; на английски: Vassiliki „Vicky“ Kalogera) е гръцка астрофизичка. Тя е професор в Северозападния университет и директор на Центъра за междудисциплинарни проучвания и изследвания в астрофизиката. Тя е водещ член на Лазерната интерферометрична гравитационно-вълнова обсерватория, която наблюдава гравитационни вълни през 2015 г..
През 2008 г. списанието „Астрономи“ слага името на Калогера в списъка на „Топ 10 на изгряващите звезди в областта на астрономията“. Има H-индекс равен на 96 и е цитирана повече от 34 035 пъти.
Калогера е водещ теоретик в изучаването на гравитационните вълни, емисиите на рентгенови лъчи от компактни двойни обекти и коалесценцията на двойни звезди от неутронни звезди.

## Биография
Родена е през 1971 г. в град Сяр. Тя е професор и заместник-завеждащ катедрата по физика и астрономия в Колежа по изкуствата и науките Вайнберг, част от Северозападния университет. През 1992 г. завършва физика в Солунския университет. През 1997 г. завършва астрономия в Илинойския университет. След това е постдокторантка в центъра по астрофизика „Хардвард-Смитсониън“.

## Отличия
През 2002 г. Калогера печели наградата Ани Джъмп Кенън на Американското астрономическо общество, което признава изключителните ѝ изследвания за постдокторантурата си.
През 2008 г. тя получава наградата Мария Гьоперт-Майер на американското физическо общество за изследване на еволюцията и съдбата на компактните двойни обекти.
През 2016 г. получава наградата Ханс Бете на американското физическо общество за приносите в изследванията на електромагнитната и гравитационно-вълновата радиация идваща от двойни компактни обекти.
През 2018 г. получава наградата за астрофизика Дани Хайнеман за работата ѝ по черните дупки, неутронните звезди и белите джуджета в астрофизичните системи.